# E462
La ruta europea E462 és una carretera que forma part de la Xarxa de carreteres europees. Comença a Brno (República Txeca) i finalitza a Cracòvia (Polònia). Té una longitud de 323 km. Té una orientació d'est a oest.